# Dietrich Podlech
Dietrich Podlech, né le 28 avril 1931 et mort le 21 décembre 2021 est un botaniste allemand spécialiste des plantes du genre Astragalus.

## Domaines d'activité
Professeur retraité de la Ludwig-Maximilians-Universität de Munich, Dietrich Podlech est un spécialiste de la systématique des Angiospermes. Ses travaux portent particulièrement sur la systématique et la répartition du genre
Astragalus, ainsi que sur la flore des milieux arides d'Asie centrale et d'Afrique du Nord.

## Astragaluset genres associés
Dietrich Podlech est auteur de nombreux articles sur les Astragalus de l'Ancien Monde. Alternant travail de terrain et travail d'herbier tout au long de sa carrière, il a décrit de nouvelles espèces, publié plusieurs importantes révisions, et largement contribué à la typification des espèces de ce large genre (le plus important des Spermaphytes pour ce qui est du nombre d'espèces). Dans le cadre de ses travaux, il consulté les collections  d'Astragalus des principaux herbiers européens et asiatiques, dans lesquels il a identifié et annotés de nombreux spécimens et notamment des spécimens types.
Ce faisant, il a compilé les informations bibliographiques rassemblées au cours de ses travaux et a ainsi constitué un index quasi exhaustif des taxa du genre Astragalus avec près de 5500 descriptions originales et la localisation des spécimens types. Ce travail a permis de rassembler l'information souvent fragmentaire disséminée entre les différents herbiers, problème particulièrement sensible pour ce vaste genre, et ainsi d'avoir une vue d'ensemble de la nomenclature du genre. Ce travail, disponible en ligne, a été réactualisé en 2008 (voir liens externes).
En 1983, il décrit un nouveau genre, Astracantha regroupant certaines astragales épineuses du Moyen-Orient (sous-genre Tragacantha selon la classification de Alexander von Bunge) en se basant sur l'anatomie de l'épine. Plus récemment, il réintégra ces espèces au genre Astragalus.

## Publications
- 1974 (avec F. Felux) Beiträge zur Gliederung der Gattung Astragalus L. I. Zur Wertigkeit der Untergattungen Phaca Bunge und Caprinus Bunge. − Mitteilungen der Botanischen Staatssammlung München 11: 489−522.
- 1983 Zur Taxonomie und Nomenklatur der tragacanthoiden Astragali - Mitteilungen der Botanischen Staatssammlung München 19: 1-24.
- 1988 Revision von Astragalus L. Sect. Caprini DC. (Leguminosae) - Mitteilungen der Botanischen Staatssammlung München 25: 1−924.
- 1990 Die Typifizierung der altweltlichen Sektionen der Gattung Astragalus L. (Leguminosae) − Mitteilungen der Botanischen Staatssammlung München 29: 461−494.
- 1996 (avec Andrej Sytin) Typification of Russian and some other species of Astragalus L. - Sendtnera 3: 149−176.
- 1998 Typification of Astragalus species II. Species mainly of the herbaria of Paris (P) and Geneva (G). − Sendtnera 5: 247−263.
- 1999 Astragalus part 1, in K.H. Rechinger, Flora Iranica 174: 350 p. text, 227 tab. − Graz.